# Andreas Löffler
Andreas Löffler (* 5. Oktober 1964 in Szeged, Ungarn), eigentlich András Gábor Löffler, ist deutscher Professor für Bank- und Finanzwirtschaft an der Freien Universität Berlin.

## Leben
Nach dem Abitur 1983, das Löffler an den Spezialklassen Mathematik/Physik der Martin-Luther-Universität absolvierte, studierte er Mathematik in Leipzig und promovierte dort im Jahre 1993 zum Dr. rer. nat. 1995 promovierte er im Fachbereich Wirtschaftswissenschaft der Freien Universität Berlin zum Dr. rer. pol. 1995 war er Visiting Scholar an der Wharton School der University of Pennsylvania. 1999/2000 war er Visiting Scholar an der University of California, Los Angeles. Im Jahr 2000 erfolgte die Habilitation an der Freien Universität Berlin.
Von 2000 bis 2006 war Löffler Professor für Betriebswirtschaftslehre, insbesondere Banken und Finanzierung an der Gottfried Wilhelm Leibniz Universität Hannover. Einen Ruf der Martin-Luther-Universität Halle-Wittenberg lehnte er 2006 ab. Anschließend war er bis 2008 Professor am Lehrstuhl für Banken und Finanzierung der Friedrich-Alexander-Universität Erlangen-Nürnberg. Ab dem Jahr 2008 war er Inhaber des Lehrstuhls für Finanzierung und Investition an der Universität Paderborn. Zum Wintersemester 2011/2012 folgte er einem Ruf an die Freie Universität Berlin.
Der Literaturwissenschaftler Dietrich Löffler war sein Vater.

## Auszeichnungen
In der Handelsblatt Top-25-Liste deutscher Betriebswirte belegte Löffler im Fachbereich Finanzwirtschaft Platz 3, insgesamt belegte er Platz 15. 2007 erhielt er zusammen mit Lutz Kruschwitz den Lehrbuchpreis des Verbands der Hochschullehrer für Betriebswirtschaft für das Werk „Discounted Cash Flow“.